# (5995) Saint-Aignan
(5995) Saint-Aignan ist ein Asteroid des Hauptgürtels, der am 20. Februar 1982 vom  US-amerikanischen Astronomen Edward L. G. Bowell an der Anderson Mesa Station des Lowell-Observatoriums (IAU-Code 688) im Coconino County in Arizona entdeckt wurde.
Der Asteroid wurde nach dem französischstämmigen US-amerikanischen Informatiker und Astronomen Charles P. de Saint-Aignan (* 1977) benannt, der ein Absolvent der Brown University in Providence im US-Bundesstaat Rhode Island und Mitarbeiter am Watson-Projekt der IBM ist.